# Alimentation à calorie négative
Une alimentation à calorie négative est une alimentation qui serait composée de nourriture nécessitant plus d'énergie pour être digérée et métabolisée que d'énergie apportée par l'aliment ingéré. Son effet thermique — le "coût" calorique pour digérer ces aliments — serait supérieur à l'énergie contenue dans l'aliment. Il s'agit d'un mythe. En dépit de sa récurrente popularité dans les guides de régimes amaigrissants, il n'y a pas de preuves scientifiques à l'appui de l'idée que des aliments puissent être à calorie négative. Par contre, des études montrent que consommer beaucoup de fruits et légumes peut induire une perte de poids chez les personnes en surpoids.
Le glaçon consomme de l'énergie pour fondre, dans la mesure où il n'apporte aucune calorie, et que le corps doit en consommer quelques-unes pour maintenir sa température.
Bien qu'il y ait des boissons fraîches en calorie négative, l'effet est minime et boire de très grandes quantités d'eau peut s'avérer dangereux.

## Un mythe
D'après Marion Nestle, professeure de nutrition, études alimentaires et santé publique à l’université de New York, et Malden Nesheim, professeur émérite de nutrition à l’université Cornell, la théorie des calories négatives est « physiologiquement impossible ». Ils affirment que « l’effet thermique », mécanisme selon lequel la digestion des aliments brûle des calories, ne dépasse jamais de 20% à 30% de la valeur calorique des aliments.
Selon le magazine Science et Vie, il s'agit d'un mythe: les aliments n'apportent pas moins de calories que ce que le corps dépense pour leur digestion, mais certaines habitudes alimentaires plus saines et plus riches en fibres et pauvres en lipides (fruits et légumes) peuvent contribuer à perdre du poids.
Selon le magazine Time, les calories brûlées par le corps pour la digestion sont « minuscules » par rapport aux calories apportées par les aliments. Le céleri a un effet thermique de l'ordre de 8%, beaucoup moins que les 100% ou plus requis pour qu'un aliment puisse avoir des « calories négatives ». Et, en ce qui concerne la mastication, d'après le Time on pourrait croire que mâcher du céleri est une activité intense, mais, pourtant, « mâcher brûle à peu près autant de calories que regarder l'herbe pousser ».

## Les aliments
Les aliments qui sont supposés, à tort selon Science et Vie, être négatifs en calories sont pour la plupart des fruits et les légumes faibles en calories comme l'endive, le concombre, la tomate, les épinards, la laitue, le brocoli, l'asperge, le céleri, le chou, les haricots verts, le pamplemousse, le citron, la lime, la fraise, la pomme, le melon, la pastèque, etc,,. Il n'y a pas de preuve scientifique qui montre que l'un de ces aliments ait un impact calorifique négatif,,. Les fruits sont d'ailleurs riches en sucre et beaucoup de jus de fruit contienne de l'ordre de 120 g sucre/L, soit autant que certains sodas sucrés.
Les régimes basés sur les aliments prétendument dits à "calories négatives" ne fonctionnent pas tel qu'annoncé, mais peuvent tout de même conduire à la perte de poids en réduisant la sensation de faim par le remplissage de l'estomac avec de la nourriture qui n'est pas dense en calories. Les fruits et légumes sont des aliments volumineux et riches en eau et en fibres, ce qui entraîne une sensation de satiété plus rapide, pour un apport calorique moindre que d'autres aliments. Des études ont montré que les personnes en surpoids peuvent maigrir lorsqu'elles mangent beaucoup de fruits et légumes.
En 2005, une étude sur un régime à base de plantes pauvres en graisses a constaté que les participants avaient perdu en moyenne 13 livres (5,9 kg) sur plus de quatorze semaines. Cette étude a attribué cette perte de poids à la diminution de la densité énergétique des aliments en raison de leur faible teneur en graisses et de leur contenu élevé en fibres, et de l'augmentation de l'effet thermique. Une étude sur le chewing-gum rapporte que la mastication brûle environ seulement 11 kcal (46 kJ) par heure.

## L'effet des fibres
L'augmentation de l'apport en fibres dans l'alimentation (fruits, légumes) a été démontré comme le facteur nutritionnel majeur de la perte de poids, et en particulier de la perte de tissu adipeux viscéral abdominal. "De plus, l'apport en fibres était la seule variable nutritionnelle qui prédisait de manière cohérente et significative l'amélioration des paramètres de bonne santé."